# LS I +61 303
 LS I +61 303 är en dubbelstjärna bestående av en massiv stjärna och ett kompakt objekt i den mellersta delen av stjärnbilden Cassiopeja, som också har variabelbeteckningen V615 Cassiopeiae. Den har en kombinerad skenbar magnitud av ca 10,61 – 10,83 och kräver ett  teleskop för att kunna observeras. Baserat på parallax enligt Gaia Data Release 1 på ca 0,45 mas, beräknas den befinna sig på ett avstånd på ca 7 000 ljusår (ca 2 000 parsek) från solen. Den rör sig närmare solen med en heliocentrisk radialhastighet på ca -41 km/s. LS I +61 303 erkändes som ett ljusstarkt objekt och katalogiserades 1959 som en OB-stjärna.

## Egenskaper

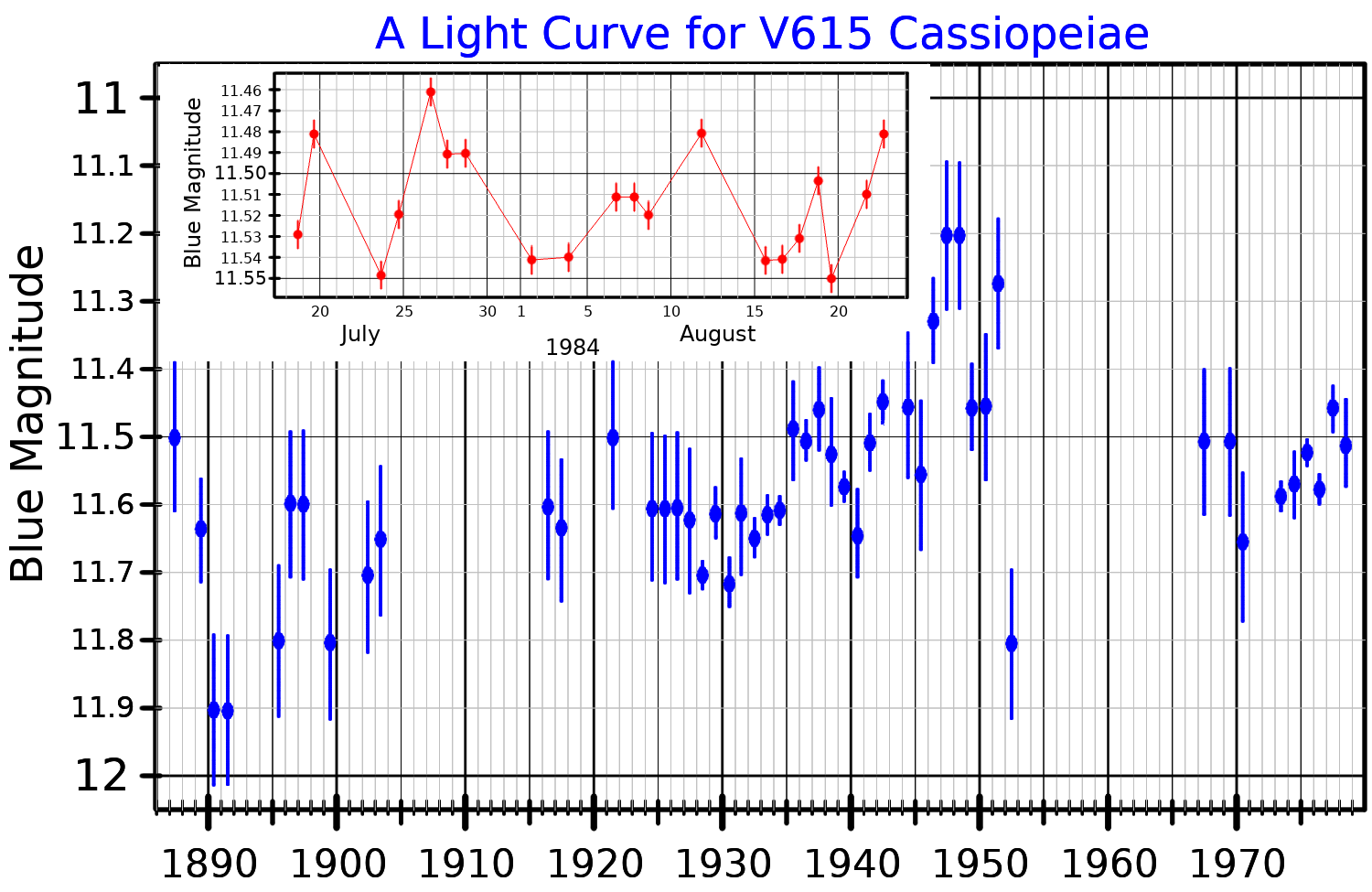
Ljuskurva i det blå bandet för V615 Cassiopeiae. Huvudkurvan visar den långsiktiga variationen som härrör från 359 fotografiska plåtar från Harvard Observatory. Den infällda kurvan visar den kortsiktiga variationen. Anpassad från Gregory et al. (1979) och Lipunova (1988)

LS I +61 303 visar spektrum för en Be-stjärna, en stjärna av spektraltyp B0 i huvudserien med en stoftskiva som orsakar emissionslinjer i dess spektrum. Variationer i dess radiella hastighet visar att den är i omloppsbana med ett osynligt kompakt objekt som har en massa mellan 1 och 4 solmassor. Paret har en omloppstid av 26,496 dygn. Även om den osäkra massan hos det kompakta objektet skulle göra det möjligt för den att vara en neutronstjärna, antas att den sannolikt är ett svart hål. I mars 2022 rapporterades en period på ca 0,27 sek observerad med FAST-teleskopet, vilket bekräftade en neutronstjärnas egenskaper hos det kompakta objektet. Detta stärker möjligheten att systemet verkligen är det första som observerats som innehåller en pulsar med magnetärt beteende.
LS I +61 303 varierar något vid optiska våglängder, men mätningar som går tillbaka till 1887 visar ingen uppenbar period. Den visar också regelbundna utbrott av röntgenstrålning som sammanfaller med dess omloppsperiod och starka radiovariabilitet.
LS I +61 303 avger HE och VHE (High Energy och Very High Energy) gammastrålar. Den är bara ett av flera kända stjärnsystem som producerar sådan energirik strålning. Andra sådana system är PSR B1259–63, LS 5039 och HESS J0632+057.   
Den galaktiska radiokällan GT 0236+610 har observerats på samma position som LS I +61 303. En gammastrålkälla, 2CG 135+01, observerades inom en grad från dess position och MAGIC-teleskopet bekräftade att LS I +61 303 var källan till gammastrålningen.